# Eurypyle (Cos)
Pour les articles homonymes, voir Eurypyle.
Dans la mythologie grecque, Eurypyle (en grec ancien Εὐρύπυλος / Eurúpulos) est un roi de l'île de Cos.

## Mythe
Il est le fils de Poséidon et d'Astypalée, et le père de Chalciope (la distinction avec son homonyme, Eurypyle de Libye, lui aussi fils de Poséidon, n'est pas claire). Lorsque Héraclès, revenant de Troie, aborde à Cos, Eurypyle et ses fils, qui le prennent pour un pirate, cherchent à le repousser ; mais Héraclès pénètre dans la ville de nuit et les tue,. Dans une autre version, Héraclès a planifié l’attaque sur Cos parce qu’il désirait Chalciope, la fille d’Eurypyle, et avait l’intention de l’enlever.